# Labeatis Fossae
Le Labeatis Fossae sono una struttura geologica della superficie di Marte.